# بولمانك جيرفي
بولمانك جيرفي هي بحيرة متوسطة الحجم تقع في منطقة إقليم لابي (فنلندا) في فنلندا. الجزء الشمالي من البحيرة ينتمي إلى النرويج.

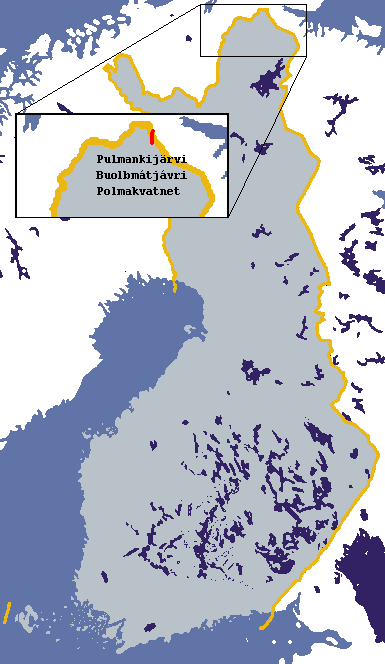
lموقع البحيرة على الخارطة